# Richtungsgewerkschaft
Eine Richtungsgewerkschaft ist eine Gewerkschaft, die sich einer weltanschaulichen oder politischen Richtung verpflichtet fühlt.
Man unterscheidet im Wesentlichen sozialistische, christliche, kommunistische und liberale Gewerkschaften. In Deutschland waren bzw. sind dies z. B. die Freien Gewerkschaften (sozialistisch), die Christlichen Gewerkschaften, die Revolutionäre Gewerkschafts-Opposition (kommunistisch) und die Hirsch-Dunckerschen Gewerkvereine (liberal).
In Kontinentaleuropa haben sich Richtungsgewerkschaften mit Gründung ab Mitte des 19. Jahrhunderts bis zum heutigen Tag als dominierende Gewerkschaftsorganisation erhalten. Eine gewisse Ausnahme stellte der Versuch einer Einheitsgewerkschaft nach dem Zweiten Weltkrieg in Deutschland (DGB) und in Österreich (ÖGB) dar. Da der ÖGB aber weltanschaulich geprägte Fraktionen kennt, kann er als Mischform gelten.
Richtungsgewerkschaften vertreten die Überzeugung, dass gewerkschaftliche Arbeit nicht wertneutral erfolgen kann, sondern zutiefst wertbezogen sei. Sie verweisen in diesem Zusammenhang auf das breite Spektrum gewerkschaftlicher Arbeit und Einflussnahme
(Familienpolitik, gerechter Lohn, soziale Gerechtigkeit, Mitbestimmung durch den Einzelnen oder mittels kollektiver Modelle u. a.). Hierbei gebe es je nach Weltanschauung grundverschiedene Lösungsansätze.
In Deutschland stehen sich durch den von den Einheitsgewerkschaften praktizierten Alleinvertretungsanspruch und die damit verbundene Ablehnung des Gewerkschaftspluralismus die verschiedenen Lager fast unversöhnlich gegenüber. 
In anderen Ländern (z. B. Schweiz, Frankreich, Belgien und Niederlande) finden sich trotz unterschiedlicher Auffassungen in Einzelfragen die verschiedenen Gewerkschaften auch zu gemeinsamen Aktionen zusammen.